# Burnaburiash I
Burnaburiash I (Burnaburiaš I) was rond 1540 v.Chr. koning van het Kassietenrijk dat Babylonië regeerde.
Zijn plaats op de koningslijst is verre van duidelijk. Er kunnen nog zes koningen tussen Agum II en hem geweest zijn en vier tussen hem en Kaštiliaš III. Zijn naam komt voor in een tekst van het Zeeland, maar het is niet zeker dat het om dezelfde persoon gaat. Er is van hem bekend dat hij een formeel verdrag sloot met de Assyrische koning Puzur-assur III waarin zij bondgenoten werden.

## Tijdgenoten
- Egypte: Thoetmoses III[1]
- Assyrië: Puzur-assur III[1]